# 陆华裕
陆华裕（1964年—），中国银行家，曾任宁波银行行长、董事长。

## 生平
浙江宁波人，1964年9月出生。1981年9月至1985年7月，在杭州商学院（今浙江工商大学）财务与会计学院会8103班学习。毕业于中华人民共和国财政部财科所研究生部，获得硕士学位。
1988年7月，回宁波参加工作。任职于宁波市政府，历任宁波市财政局预算处副处长，预算二处处长，综合处处长，局长助理兼国有资产管理局副局长，宁波市财政局副局长。
2000年11月至2005年1月，担任宁波银行股份有限公司行长。2005年1月，出任宁波银行股份有限公司董事会董事、董事长。

## 业绩
任上，2007年1月，原宁波市商业银行（简称“宁波商行”）该名作宁波银行。早在2000年，宁波商行亏损严重，亏损高达12亿人民币，不良资产率高达两位数。陆华裕任上，宁波银行扭亏为盈。
2006年9月底，宁波银行拥有总资产555.98亿元，不良贷款率0.44%，资本充足率11.01%，拨备覆盖率330%，股本收益率高达22.5%，当年净利润高达4.62亿元，在中国城市商业银行中业绩首屈一指。
2007年7月19日，宁波银行在A股市场挂牌上市交易，与南京银行成为中国城市商业银行中第一批上市企业。

## 荣誉
- 2008年：获得中国银行业年度人物。